# 莱永河畔欧比涅
莱永河畔欧比涅（法語：Aubigné-sur-Layon，法語發音：[obiɲe syʁ lɛjɔ̃] ⓘ）是法国曼恩-卢瓦尔省的一个市镇，属于索米尔区。

## 地理
莱永河畔欧比涅（47°12'43"N, 0°27'40"W）面积5.32 平方千米，位于法国卢瓦尔河地区大区曼恩-卢瓦尔省，该省份为法国西部内陆省份，大致对应安茹地区，北起顺时针与马耶讷省、萨尔特省、安德尔-卢瓦尔省、维埃纳省、德塞夫勒省、旺代省、大西洋卢瓦尔省和伊勒-维莱讷省接壤。
与莱永河畔欧比涅接壤的市镇（或旧市镇、城区）包括：蒙蒂耶、贝勒维涅昂莱永、利斯-上莱永、泰朗茹。
莱永河畔欧比涅的时区为UTC+01:00、UTC+02:00（夏令时）。

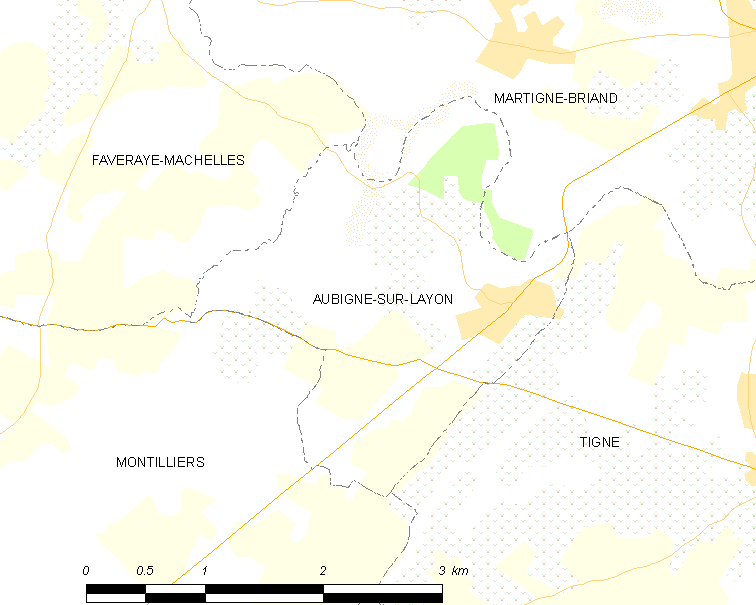
莱永河畔欧比涅的OSM定位图

## 行政
莱永河畔欧比涅的邮政编码为49540，INSEE市镇编码为49012。

## 政治
莱永河畔欧比涅所属的省级选区为安茹地区舍米耶县。

## 人口

1962-2008年间莱永河畔欧比涅人口变化图示

莱永河畔欧比涅于2022年1月1日时的人口数量为349人。